# تپه قلی
تپه قلی مربوط به هزاره اول قبل از میلاد و دوران‌های تاریخی پس از اسلام است و در شهرستان گرگان، روستای علی‌آباد واقع شده و این اثر در تاریخ ۲۳ فروردین ۱۳۴۶ با شمارهٔ ثبت ۷۳۸ به‌عنوان یکی از آثار ملی ایران به ثبت رسیده است.